# Ким До Хун
Ким До Хун (кор. 김도훈; род. 21 июля 1970, Тхонъён, Кёнсан-Намдо) — южнокорейский футболист, игравший на позиции нападающего, после окончания карьеры — футбольный тренер. Участник чемпионата мира 1998 года в составе национальной сборной Республики Корея. Победитель Лиги чемпионов АФК 2020 с клубом «Ульсан Хёндэ».

## Клубная карьера
Ким До Хун родился в Тхонъёне, Республика Корея и учился в университете Ёнсе, выступая за футбольную команду университета.
В 1993 году присоединился к футбольной команде «Санму», в которой проходил военную службу. В 1995 году перешёл в «Чонбук Хёндэ Динос», где начал свою профессиональную карьеру. 25 марта 1995 года забил свой первый гол после присоединения к «Чонбуку» в первом раунде Кубка лиги против «Чоннам Дрэгонз». Этот гол стал первым голом в этом турнире и внёс вклад в первую победу на турнире со счётом 3:0. В 1998 году перешёл в «Виссел Кобе» из чемпионата Японии на правах двухлетней аренды. В феврале 2000 года вернулся в свою бывшую команду, «Чонбук Хёндэ Моторс», и стал лучшим бомбардиром чемпионата Республики Корея того года.
В январе 2003 года перешёл в клуб «Соннам Ильхва Чхонма». Ким внёс большой вклад в победу в чемпионате и вышел в финал Лиги чемпионов АФК 2004 года, а также стал лучшим бомбардиром турнира. В частности, в 2003 году забил 28 голов, установив новый рекорд по количеству голов в сезоне чемпионата и став лучшим бомбардиром сезона во второй раз в карьере. 31 августа Ким сделал хет-трик в домашнем матче чемпионата против «Инчхон Юнайтед» и стал единоличным лидером по количеству голов, забитых в чемпионате и Кубке лиги, в общей сложности 113 голов. По окончании сезона он объявил о завершении своей карьеры.

## Карьера в сборной
13 сентября 1994 года Ким До Хун впервые выступил за сборную Республики Корея в товарищеском матче против Украины и забил гол в дебютном матче. Он участвовал в чемпионате мира по футболу 1998 года и почти 10 лет до 2003 года выступал на позиции нападающего национальной сборной, забив 30 голов в 72 матчах.
28 марта 1999 года Ким забил победный гол в товарищеском матче против Бразилии, ставший единственным в матче. В результате его гола Республика Корея стала первой и единственной азиатской страной, победившей Бразилию.
10 декабря 2003 года состоялся 72-й матч Кима за сборную против сборной Японии, ставший для него последним в составе национальной команды. 1 марта 2006 года нападающий официально завершил карьеру, для него была организована прощальная церемония в перерыве матча против Анголы.

## Тренерская карьера
После завершения карьеры в 2005 году Ким остался в клубе «Соннам Ильхва Чунма» в качестве ассистента главного тренера. В 2013 году он занял должность тренера ФК «Конвон», а в августе того же года был назначен генеральным менеджером молодёжной команды клуба.
В 2014 году работал помощником тренера национальной сборной до 20 лет и работал на юношеском кубке Азии.
13 января 2015 года Ким возглавил клуб «Инчхон Юнайтед», заменив Ким Бон Гиля, и сумел вывести клуб в финал кубка Республики Корея. В августе 2016 года, когда команда опустилась в нижнюю часть чемпионата, он подал в отставку из-за плохой игры команды.
21 ноября 2016 года Ким был назначен тренером «Ульсан Хёндэ», заменив Ён Джун Хвана. 11 октября 2017 года он был выбран тренером месяца по версии Футбольной ассоциации Кореи. В 2017 году, в первый год работы в «Ульсане», специалист впервые за 19 лет вывел команду в финал национального кубка, который в итоге был выигран впервые в истории клуба.
18 июля 2018 года Ким До Хун был дисквалифицирован на 3 игры и оштрафован на 5 миллионов вон за чрезмерные протесты, включая физический контакт с судьей сразу после игры против «Канвона». В сезоне 2020 года «Ульсан Хёндэ» под руководством Кима финишировал вторым как в лиге, так и в кубке, однако сумел выиграть Лигу чемпионов АФК впервые за 8 лет, после чего тренер покинул клуб.
18 мая 2021 года корейский специалист был назначен главным тренером клуба Сингапурской премьер-лиги «Лайон Сити Сейлорс», подписав контракт на два с половиной года. В свой первый сезон кореец привёл «Сейлорс» к первой победе в чемпионате Сингапура за 18 лет.
24 июля 2022 года Ким в ходе конфликта в конце матча против «Тампинс Роверс» ударил головой в грудь помощника тренера «оленей» Фахрудина Мустафича. Вскоре после этого дисциплинарный комитет принял решение дисквалифицировать корейского тренера на 3 матча за агрессивное поведение, и 11 августа 2022 года он подал в отставку.

## Статистика

### Клубная
| Выступление          | Выступление       | Выступление      | Лига | Лига | Кубки | Кубки | Прочие | Прочие | Итого | Итого |
| Клуб                 | Лига              | Сезон            | Игры | Голы | Игры  | Голы  | Игры   | Голы   | Игры  | Голы  |
| -------------------- | ----------------- | ---------------- | ---- | ---- | ----- | ----- | ------ | ------ | ----- | ----- |
| Санму                | Национальная лига | 1993             | ?    | ?    | ?     | ?     | ?      | ?      | ?     | ?     |
| Санму                | Национальная лига | 1994             | ?    | ?    | ?     | ?     | ?      | ?      | ?     | ?     |
| Санму                | Итого             | Итого            | ?    | ?    | ?     | ?     | ?      | ?      | ?     | ?     |
| Чонбук Хёндэ Моторс  | K-лига            | 1995             | 18   | 6    | 7     | 3     | —      | —      | 25    | 9     |
| Чонбук Хёндэ Моторс  | K-лига            | 1996             | 16   | 6    | 6     | 4     | —      | —      | 22    | 10    |
| Чонбук Хёндэ Моторс  | K-лига            | 1997             | 9    | 3    | 5     | 1     | —      | —      | 14    | 4     |
| Чонбук Хёндэ Моторс  | K-лига            | 2000             | 20   | 12   | 7     | 3     | —      | —      | 27    | 15    |
| Чонбук Хёндэ Моторс  | K-лига            | 2001             | 26   | 8    | 9     | 7     | 1      | 0      | 36    | 15    |
| Чонбук Хёндэ Моторс  | K-лига            | 2002             | 22   | 8    | 8     | 2     | —      | —      | 30    | 10    |
| Чонбук Хёндэ Моторс  | Итого             | Итого            | 111  | 43   | 42    | 20    | 1      | 0      | 154   | 63    |
| Виссел Кобе (аренда) | J-лига            | 1998             | 33   | 17   | 2     | 2     | —      | —      | 35    | 19    |
| Виссел Кобе (аренда) | J-лига            | 1999             | 25   | 10   | 2     | 0     | —      | —      | 27    | 10    |
| Виссел Кобе (аренда) | Итого             | Итого            | 58   | 27   | 4     | 2     | —      | —      | 62    | 29    |
| Соннам Ильхва Чхонма | K-лига            | 2003             | 40   | 28   | —     | —     | —      | —      | 40    | 28    |
| Соннам Ильхва Чхонма | K-лига            | 2004             | 23   | 5    | 9     | 5     | 1      | 0      | 33    | 10    |
| Соннам Ильхва Чхонма | K-лига            | 2005             | 20   | 9    | 12    | 4     | —      | —      | 32    | 13    |
| Соннам Ильхва Чхонма | Итого             | Итого            | 83   | 42   | 21    | 9     | 1      | 0      | 105   | 51    |
| Всего за карьеру     | Всего за карьеру  | Всего за карьеру | 252  | 112  | 67    | 31    | 2      | 0      | 321   | 143   |

### В сборной
| Сборная          | Год              | Матчи | Голы |
| ---------------- | ---------------- | ----- | ---- |
| Республика Корея | 1994             | 5     | 1    |
| Республика Корея | 1995             | 3     | 2    |
| Республика Корея | 1996             | 14    | 7    |
| Республика Корея | 1997             | 12    | 6    |
| Республика Корея | 1998             | 8     | 0    |
| Республика Корея | 1999             | 4     | 1    |
| Республика Корея | 2000             | 2     | 0    |
| Республика Корея | 2001             | 8     | 3    |
| Республика Корея | 2002             | 6     | 2    |
| Республика Корея | 2003             | 10    | 8    |
| Итого за карьеру | Итого за карьеру | 72    | 30   |

### Голы за сборную
| №  | Дата             | Место                    | Оппонент         | № матча | Счёт | Результат | Соревнование                   |
| 1  | 13 сентября 1994 | Сеул, Республика Корея   | Финляндия        | 1       | 1:0  | 2:0       | Товарищеский матч              |
| 2  | 5 июня 1995      | Сувон, Республика Корея  | Коста-Рика       | 6       | 1:0  | 1:0       | Кубок Кореи 1995               |
| 3  | 10 июня 1995     | Сеул, Республика Корея   | Замбии           | 7       | 2:2  | 2:3       | Кубок Кореи 1995               |
| 4  | 19 марта 1996    | Дубай, ОАЭ               | ОАЭ              | 10      | 1:0  | 2:3       | Товарищеский матч              |
| 5  | 30 апреля 1996   | Тель-Авив, Израиль       | Израиль          | 13      | 1:0  | 5:4       | Товарищеский матч              |
| 6  | 5 августа 1996   | Хошимин, Вьетнам         | Гуам             | 14      | 4:0  | 9:0       | Отбор на Кубок Азии 1996       |
| 7  | 8 августа 1996   | Хошимин, Вьетнам         | Китайский Тайбэй | 15      | 2:0  | 4:0       | Отбор на Кубок Азии 1996       |
| 9  | 7 декабря 1996   | Абу-Даби, ОАЭ            | Индонезия        | 20      | 1:0  | 4:2       | Кубок Азии 1996                |
| 10 | 16 декабря 1996  | Дубай, ОАЭ               | Иран             | 22      | 1:0  | 2:6       | Кубок Азии 1996                |
| 11 | 18 января 1997   | Мельбурн, Австралия      | Норвегия         | 23      | 1:0  | 1:0       | Товарищеский матч              |
| 12 | 24 августа 1997  | Тэгу, Республика Корея   | Таджикистан      | 28      | 1:0  | 4:1       | Товарищеский матч              |
| 13 | 24 августа 1997  | Тэгу, Республика Корея   | Таджикистан      | 28      | 3:1  | 4:1       | Товарищеский матч              |
| 14 | 18 октября 1997  | Ташкент, Узбекистан      | Узбекистан       | 32      | 5:1  | 5:1       | Отбор на чемпионат мира 1998   |
| 15 | 9 ноября 1997    | Абу-Даби, ОАЭ            | ОАЭ              | 34      | 2:0  | 3:1       | Отбор на чемпионат мира 1998   |
| 16 | 9 ноября 1997    | Абу-Даби, ОАЭ            | ОАЭ              | 34      | 3:1  | 3:1       | Отбор на чемпионат мира 1998   |
| 17 | 28 марта 1999    | Сеул, Республика Корея   | Бразилия         | 43      | 1:0  | 1:0       | Товарищеский матч              |
| 18 | 24 января 2001   | Гонконг                  | Норвегия         | 49      | 2:2  | 2:3       | Кубок лунного нового года 2001 |
| 19 | 24 апреля 2001   | Каир, Египет             | Иран             | 52      | 1:0  | 1:0       | Кубок LG 2001                  |
| 20 | 16 сентября 2001 | Пусан, Республика Корея  | Нигерия          | 55      | 1:0  | 2:1       | Товарищеский матч              |
| 21 | 2 февраля 2002   | Пасадина, США            | Канада           | 60      | 1:0  | 1:2       | Золотой кубок КОНКАКАФ 2002    |
| 22 | 13 февраля 2002  | Монтевидео, Уругвай      | Уругвай          | 61      | 1:1  | 1:2       | Товарищеский матч              |
| 23 | 25 сентября 2003 | Инчхон, Республика Корея | Вьетнам          | 63      | 3:0  | 5:0       | Отбор на Кубок Азии 2004       |
| 24 | 29 сентября 2003 | Инчхон, Республика Корея | Непал            | 65      | 12:0 | 16:0      | Отбор на Кубок Азии 2004       |
| 25 | 29 сентября 2003 | Инчхон, Республика Корея | Непал            | 65      | 14:0 | 16:0      | Отбор на Кубок Азии 2004       |
| 26 | 29 сентября 2003 | Инчхон, Республика Корея | Непал            | 65      | 15:0 | 16:0      | Отбор на Кубок Азии 2004       |
| 27 | 24 октября 2003  | Маскат, Оман             | Непал            | 68      | 3:0  | 7:0       | Отбор на Кубок Азии 2004       |
| 28 | 24 октября 2003  | Маскат, Оман             | Непал            | 68      | 4:0  | 7:0       | Отбор на Кубок Азии 2004       |
| 29 | 24 октября 2003  | Маскат, Оман             | Непал            | 68      | 5:0  | 7:0       | Отбор на Кубок Азии 2004       |
| 30 | 4 декабря 2003   | Токио, Япония            | Гонконг          | 70      | 2:1  | 3:1       | Чемпионат Восточной Азии 2003  |

## Достижения

### В качестве игрока
Университет Ёнсе
- Кубок президента Республики Корея[англ.]: 1989[35]

Санму
- Национальная лига Кореи[англ.]: 1994[36]

Чонбук Хёндэ Моторс
- Кубок Республики Корея: 2000[англ.][35]
- Финалист Кубка обладателей кубков Азии: 2001/2002[англ.][37]

Соннам Ильхва Чхонма
- Чемпионат Республики Корея: 2003[англ.][36]
- Кубок южнокорейской лиги[англ.]: 2004[англ.][35]
- Финалист Лиги чемпионов АФК: 2004[38]

Южная Корея B
- Серебряная медаль Летней универсиады: 1993[1]
- Восточноазиатские игры: 1993[англ.][39]

Южная Корея
- Чемпионат Восточной Азии: 2003[англ.][40]

Индивидуальные
- Лучший бомбардир Национальной лиги Кореи[англ.]: 1994[41]
- Лучший бомбардир чемпионата Республики Корея: 2000[англ.], 2003[англ.][42][43]
- Символическая сборная чемпионата Республики Корея: 2000, 2003[42][43]
- Лучший бомбардир Кубка южнокорейской лиги[англ.]: 2001[англ.][44]
- Лучший игрок чемпионата Республики Корея: 2003[43]
- Лучший бомбардир Лиги чемпионов АФК: 2004[45]

### В качестве тренера
Ульсан Хёндэ
- Кубок Республики Корея: 2017[англ.][35]
- Лига чемпионов АФК: 2020

Лайон Сити Сейлорс
- Чемпионат Сингапура: 2021[англ.][32]
- Суперкубок Сингапура: 2022[англ.]